# Torà de Tost
Torà de Tost – miejscowość w Hiszpanii, w Katalonii, w prowincji Lleida, w comarce Alt Urgell, w gminie Ribera d’Urgellet.
Według danych INE w 2020 roku liczyła 9 mieszkańców – 4 mężczyzn i 5 kobiet. 